# 陳六使
陳六使（Tan Lark Sye；1897年6月7日—1972年9月11日），中國福建同安集美（今福建省廈門市集美区）人，祖籍淮南固始（今河南省信阳市固始县），南洋企业家、慈善家。

## 生平
少年時期前往新加坡，曾在堂兄陳嘉庚的公司工作，并受到陈嘉庚的栽培，後與兄弟創辦樹膠公司，渐成巨贾。50年代首先提出马来亚(当时是马新一家) 是“吾人之故乡”，从而开启了华人在居住地落地生根的新时代。 1953年效法陈嘉庚先生办学义举，創辦中國以外地區（海外）第一所華文大學──南洋大學，并聘请林语堂为第一任校长，以此受到僑界的尊敬。
但他親中國的立场及在僑界影響力为新加坡政府所不容和嫉妒，更被李光耀视为眼中钉。1963年9月16日马来西亚成立、新加坡脱离英国殖民统治，9月21日李光耀带领人民行动党赢得大选，第二天22日新政府就宣布吊销南洋大学理事会主席陈六使的公民权。他一手创办的南洋大学因不符李光耀政府英文至上、排斥华文教育的政策，以及南大在當時受到中國文化大革命的左傾影響，亦不断受到官方的打压，终于在1980年被强行并入新加坡国立大学。南洋大學畢的校園則位於如今南洋理工大學內。这海外唯一一所华文大学就此不复存在，退出历史舞台。
近年，世界范围的13个南洋大学校友会联合呼吁新加坡政府为陈六使平反昭雪，承认他对新加坡的历史贡献。

## 紀念
| - 馬來西亞雪兰莪加影 - 新纪元大学学院 - 陳六使圖書館 - 陈六使研究所 - 陈六使紀念講座 - 陈六使人文社科讲座 | - 新加坡 - 南洋理工大学陈六使通道 - 中國福建廈門市集美区 - 陈文确陈六使纪念馆 |